# Savigny-en-Véron
Savigny-en-Véron é uma comuna francesa na região administrativa do Centro, no departamento Indre-et-Loire. Estende-se por uma área de 21,21 km². Em 2010 a comuna tinha 1 599 habitantes (densidade: 75,4 hab./km²).